# Buffalo Bulls

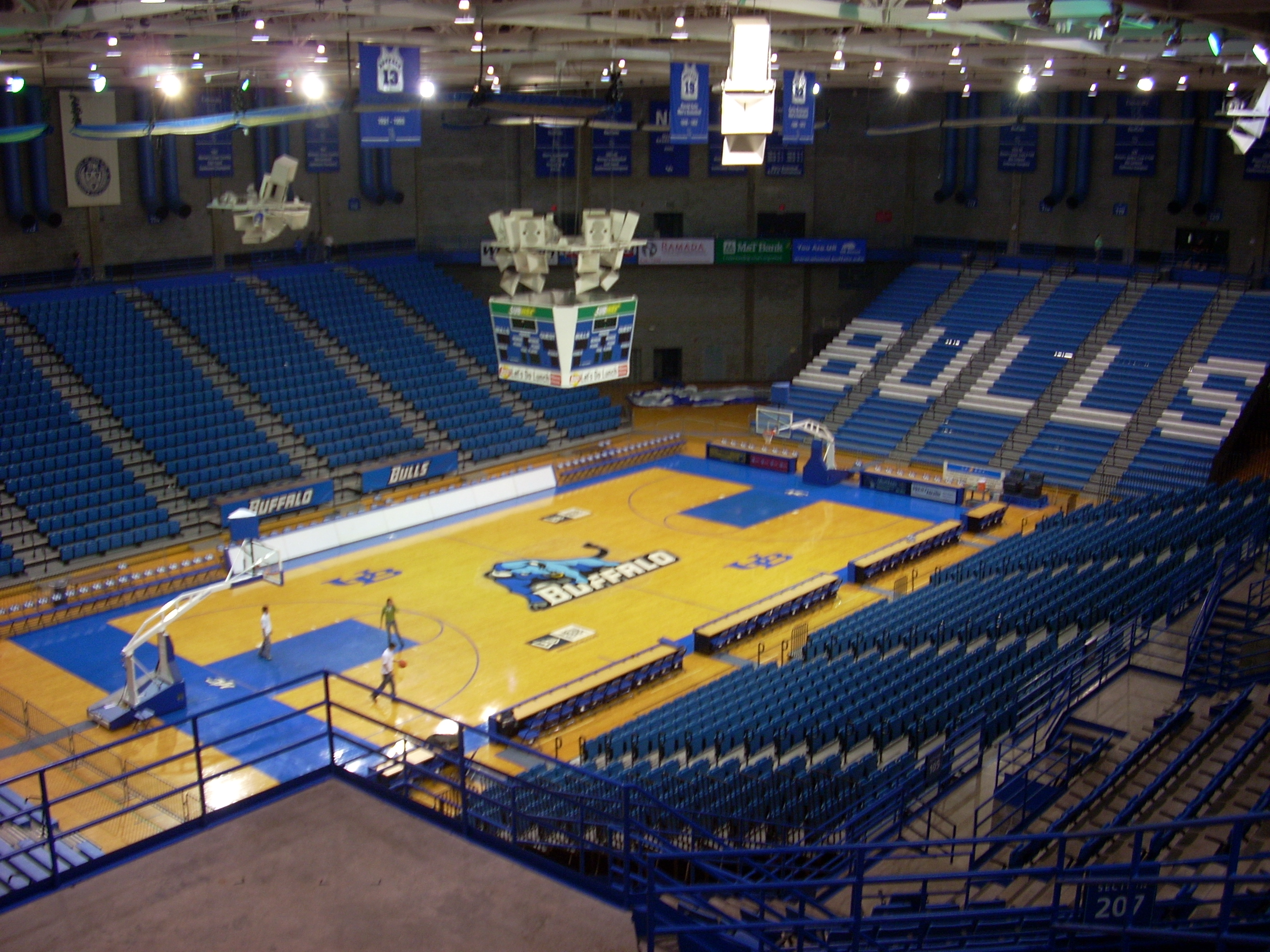
Alumni Arena.

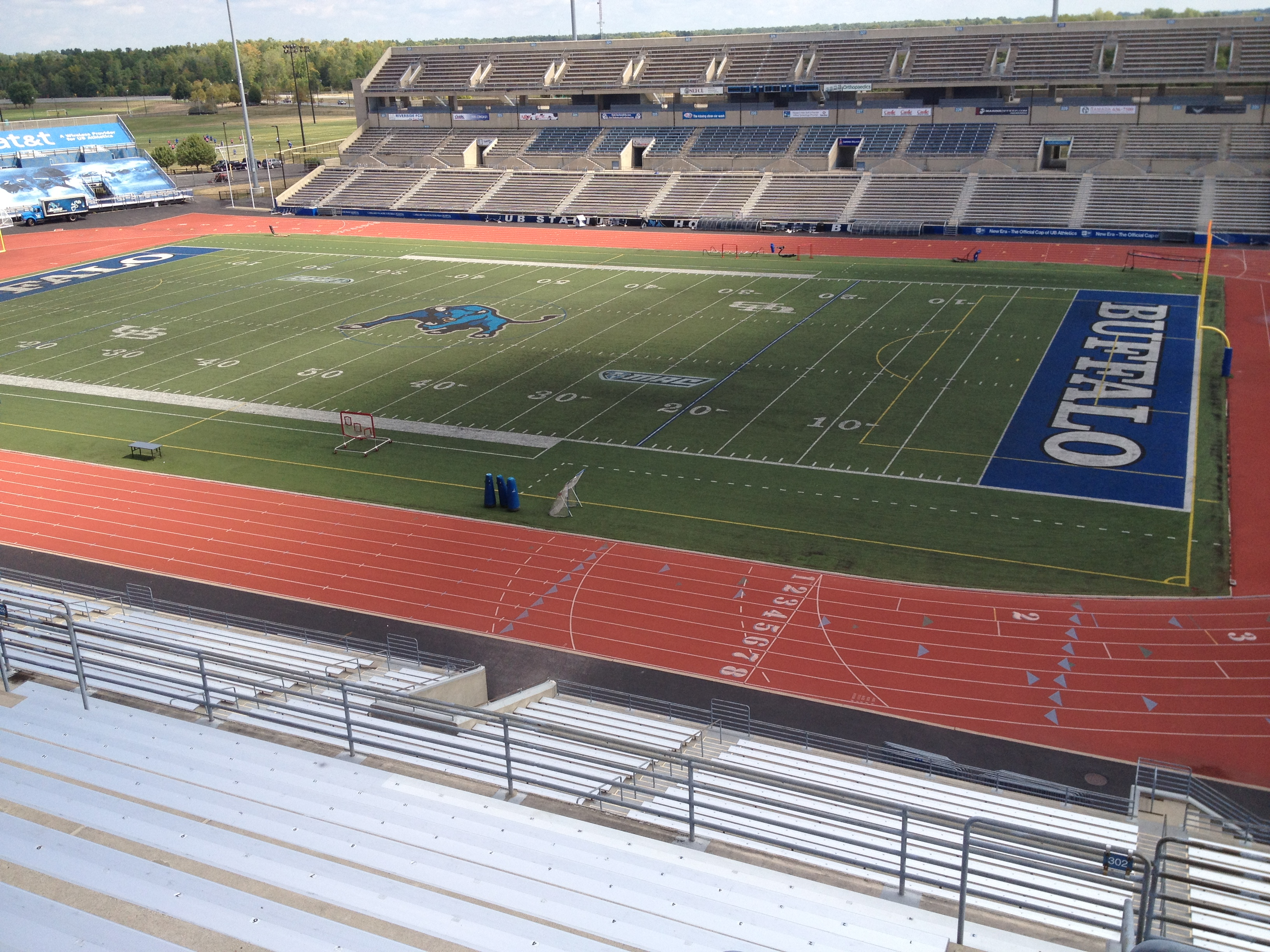
UB Stadium.

Buffalo Bulls (español: Toros de Búfalo), es el equipo deportivo de la Universidad de Búfalo, situada en Búfalo, Nueva York. Los equipos de los Bulls participan en las competiciones universitarias organizadas por la NCAA, y forma parte de la Mid-American Conference.

## Programa deportivo
Los Bulls participan en las siguientes modalidades deportivas:
| - Masculino - Béisbol - Baloncesto - Cross - Lucha Libre - Fútbol americano - Natación - Fútbol - Atletismo - Tenis | - Femenino - Baloncesto - Cross - Natación - Remo - Softball - Fútbol - Tenis - Atletismo - Voleibol |